# Somotor
Somotor (ungarisch Szomotor) ist ein Ort und eine Gemeinde im Osten der Slowakei, mit 1372 Einwohnern (Stand 31. Dezember 2024) und liegt im Okres Trebišov, einem Bezirk des Košický kraj.

## Geographie

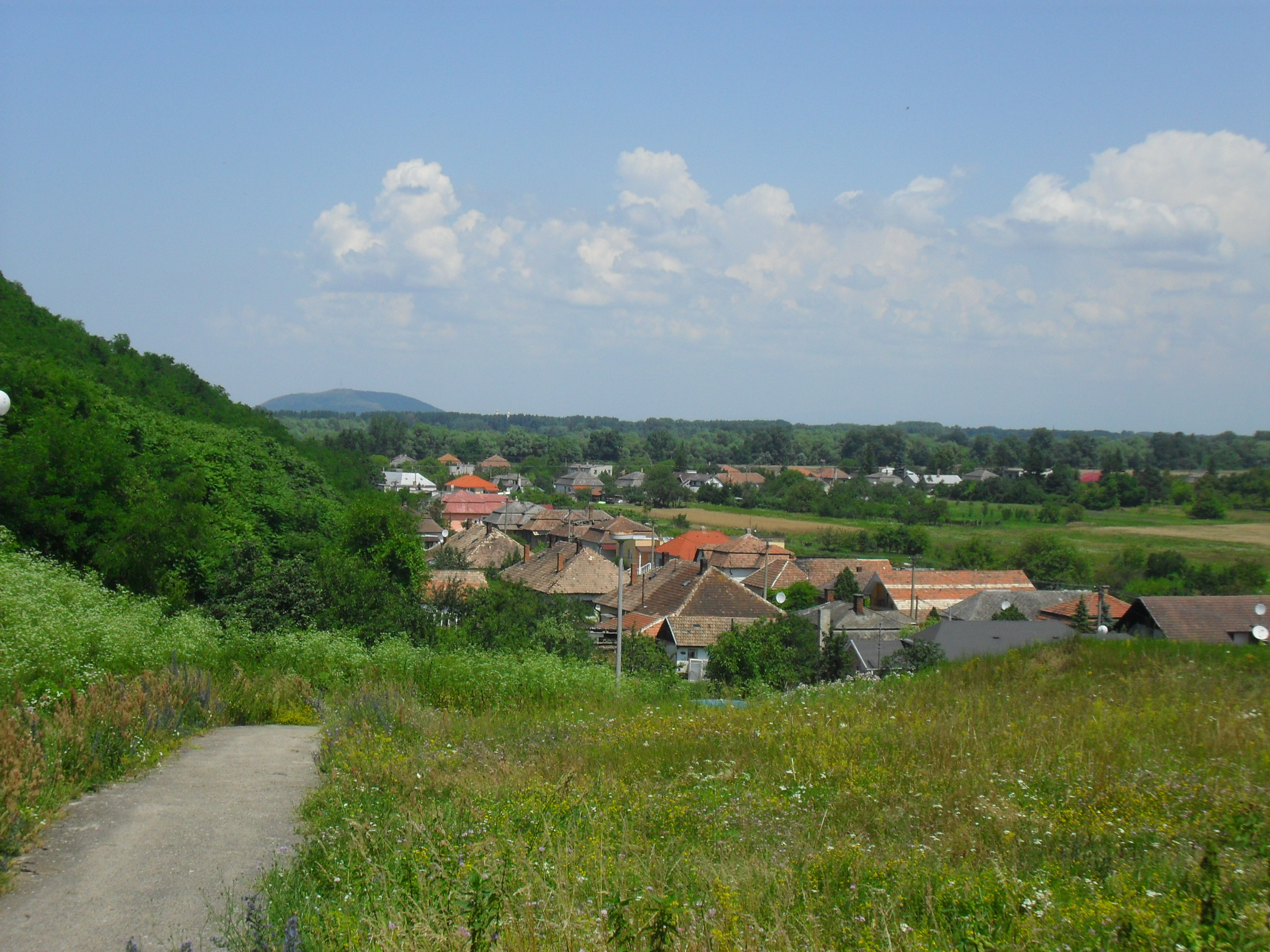
Ortsteil Véč mit der umliegenden Landschaft

Die Gemeinde liegt im Südteil des Ostslowakischen Tieflands an der linksufrigen Seite des Bodrog auf einer Höhe von 98 m n.m. Sie ist von der ungarischen Grenze nur acht Kilometer per Luftlinie entfernt und liegt 1ž Kilometer westlich von Kráľovský Chlmec sowie 80 Kilometer südöstlich von Košice (Straßenentfernung).
Zur Gemeinde gehören auch Ortsteile Véč (1943 eingemeindet, ungarisch Bodrogvécs) und Nová Vieska pri Bodrogu (1964 eingemeindet, ungarisch Kisújlak).

## Geschichte
Somotor wurde zum ersten Mal 1214 schriftlich erwähnt.

## Bevölkerung
| Jahr                | 1994 | 2004    | 2014    | 2024    |
| ------------------- | ---- | ------- | ------- | ------- |
| Anzahl der Personen | 1645 | 1671    | 1507    | 1372    |
| Unterschied         |      | +1,58 % | −9,81 % | −8,95 % |

| Jahr                | 2023 | 2024    |
| ------------------- | ---- | ------- |
| Anzahl der Personen | 1370 | 1372    |
| Unterschied         |      | +0,14 % |

## Sehenswürdigkeiten
- reformierte Kirche aus dem Jahr 1801
- römisch-katholische Kirche
- jüdischer Friedhof